# Henri Pourrat
Pour les articles homonymes, voir Pourrat.
Henri Pourrat, né à Ambert le 7 mai 1887 et mort dans la même commune le 16 juillet 1959, est un écrivain français. Collecteur de la littérature orale de l'Auvergne, il est l'auteur de contes, romans et essais concernant la région.

## Biographie

### Jeunesse
Henri Pourrat vit à Ambert. Ses parents Pourrat Debaussaux tiennent une «Mercerie-bonneterie-épicerie fine-quincaillerie-objets d'art» ils habitent le même immeuble à l'ombre de l'église Saint-Jean. En contact avec de nombreux fournisseurs, des clients de la ville et surtout la campagne, c'est un lieu de rencontres diverses et variées ou arrivent toutes les nouvelles et histoires du Livradois.
Après le collège d'Ambert et le lycée Henri-IV à Paris, Henri Pourrat se destine à l'agronomie et est admis en 1905 à l'Institut national agronomique de Paris. Toutefois, étant atteint par la tuberculose, il doit se résigner à quitter la capitale pour retrouver un climat, jugé plus sain pour ses bronches et s'astreindre à une hygiène de vie rigoureuse. Il retourne donc à Ambert, et après une année 1905/6 particulièrement difficile où « le sort hésite entre la vie et la mort », la thérapeutique suivie donne des résultats prometteurs.

### «Le temps des météores»
Pendant ce repos forcé, il construit un mode de vie ascétique dont il ne se départ plus, fait de lectures, de travaux d’écriture et de promenades « avec Ambert comme centre du monde », la vallée de la Dore et les monts du Livradois et du Forez : 

« (...) car toute la matinée je travaille au lit et ne veux point me déclouer de cette habitude ; et le soir de 1 à 7 ma santé m'oblige impérieusement à errer par monts et par vaux ; et la veillée de 8 à 9 est consacrée à la lecture (...) »

 Avec Rousseau, Chateaubriand, Balzac et Péguy, il subit surtout les influences de Nietzsche et de Barrès qui seront déterminantes dans sa conception d'une « âme rustique » à préserver,,. Il nourrit d’autre part une prédilection marquée pour Rabelais et La Fontaine ainsi que pour le poète Anglo-irlandais Yeats,. Sa correspondance, notamment celle qu'il entretient avec Joseph Desaymard dès 1908, révèle en outre un goût de plus en plus prononcé pour la littérature populaire, celle qui s'exprime par les chansons de geste, les ouvrages de colportage . Une attention particulière pour les ouvrages d'Olivier de Serres confirme par ailleurs cette orientation vers une défense de la civilisation terrienne et de la cause régionaliste.
Avec ses amis Jean Angeli et Auguste Blache, ce jeune poète qui rêve de publier des vers au Mercure de France se met à écrire pour « secouer la torpeur livradoise ». Dès 1906, il publie sous différents pseudonymes — Damien Micolon, Jean Ducouen, Jean-Paul Des Chazeaux — dans plusieurs journaux locaux ou régionaux — L’Écho de la Dore, La Veillée d’Auvergne, L’Auvergne littéraire, la Semaine auvergnate, L'Auvergne illustrée, Revue d'Auvergne — ses premières œuvres qui comportent des poèmes, de nombreux récits dont plusieurs en feuilletons, quelques chroniques littéraires, ou bien de brèves études où l'histoire se mêle à la légende et deux pièces de théâtre.
Dès 1909, il commence à écrire sous son propre nom également. Il abandonnera définitivement ses pseudonymes et ne publiera plus que sous son nom à partir de janvier 1912. Comme le souligne Sylvia Mittler, son évolution devient plus significative dans les années qui précèdent la Grande Guerre, surnommées « Le temps des météores » par Pourrat lui-même : « Si la période 1909-1911 est critique, interrogatrice, caractérisée par un goût pénible pour la poésie comme pour une grande soif d'idées générales, celle qui suit, de 1911 à 1914, revêt un tout autre caractère. Elle témoigne d'une vision de la vie stable et sereine, en un mot adulte, dans laquelle la poésie comme telle, la confusion morale n'ont pas de place. L'écrivain a découvert son identité. »
Alors que son œuvre dans la presse se traduira par plus de 1 300 publications dans environ 150 revues et journaux, son œuvre éditée deviendra abondante (plus d’une centaine d'ouvrages) et variée (poèmes, romans, essais, biographies, recueils de contes).
En 1914, Pourrat échappe à la mobilisation en raison de son mauvais état de santé, mais reste comme beaucoup d'hommes de sa génération profondément traumatisé par ce conflit qui emporte bon nombre de ses amis parmi lesquels Jean Angeli en juin 1915 et Pierre Armilhon en avril 1918. Soutenant l’effort de guerre à sa manière, il fait publier une série de « chansons de marche » en septembre 1915,.

### Reconnaissance
Après avoir publié Sur la colline ronde (avec Jean L’Olagne), les Montagnards et Liberté (deux œuvres en vers), Henri Pourrat publie en 1921 chez Albin Michel le 1er tome du monumental Les Vaillances, farces et aventures de Gaspard des montagnes, récompensé par le Grand Prix littéraire du Figaro (1921). L’ensemble des 4 tomes de Gaspard sera par la suite récompensé par le Grand prix du roman de l'Académie française (1931).
En 1926, l'université de Dublin lui confère le titre de docteur honoris causa.
En 1941, dans des circonstances très particulières le prix Goncourt lui est décerné pour Vent de Mars. Henri Pourrat par ailleurs auteur du Chef Français, ouvrage hagiographique sur le chef de l'État Français le maréchal Pétain, devient le chantre officiel du « Retour à la Terre » prôné par le Nouveau régime de Révolution Nationale,. « Si tout repart de la terre, ce peut être une vraie renaissance. » L'enracinement dans le pays, le terroir, la région ou la nation, s'associe alors à une exaltation de la « race paysanne ». « On est paysan de race, de nature, on ne devient pas paysan » écrit-il dans L'Homme à la bêche, histoire du paysan, ouvrage à caractère historique salué en 1941 par le prix Général-Muteau de l'Académie Française. En 1951, il obtient le prix Louis-Barthou et en 1957 le prix Gustave Le Métais-Larivière, également décernés par l’Académie, pour l’ensemble de son œuvre.

### Amitiés nombreuses et fidèles

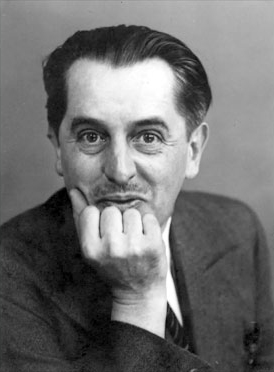
Jean Paulhan en 1938.

En 1914, Henri Pourrat donne un cours de littérature au collège d'Ambert où son jeune frère Paul et Alexandre Vialatte sont en seconde. À partir de 1916, il se lie d'une longue amitié avec le jeune Alexandre Vialatte, ambertois d'adoption à partir de 1915, et définitivement installé dans la sous-préfecture en 1948.
Francis Jammes sera un de ses proches amis et sera le parrain de sa fille aînée. Mais de nombreux autres auteurs, tels que Lucien Gachon, Jean Paulhan, Jean Giono, Josette Clotis, Joseph Desaymard, Claude Dravaine, le Suisse Charles Ferdinand Ramuz et bien d'autres ont partagé l'amitié d'Henri Pourrat.
Tout jeune, il se lie d'amitié avec Jean et François Angeli. Avec le premier, qui avait pour pseudonyme Jean L'Olagne et qui est mort au cours de la Première Guerre mondiale, il publiera plusieurs articles et Sur la colline ronde. François, quant à lui, est devenu graveur et peintre.
Jeanne Baraduc, peintre également, était une cousine de sa femme Marie, née Bresson. Elle est connue pour son œuvre essentiellement tournée vers les natures mortes.
Il connaît une amitié avec des artistes tels que le graveur Henri Charlier, le sculpteur Philippe Kaeppelin (qui illustrera certains de ses ouvrages comme Histoire fidèle de la bête en Gévaudan) le photographe Albert Monier…

### Entre-deux-guerres
Pendant l'entre-deux-guerres, Henri Pourrat poursuit son œuvre, tant par de nombreux livres que par les articles que publient Le Figaro, la NRF, L'Illustration, etc.
Le début de la période est dominé par l'écriture de Gaspard des montagnes. La 1ere partie « Le Château des sept portes, ou les enfances de Gaspard » est publiée en 1922, la quatrième et dernière « La tour du Levant » en 1931. Cependant, signe de la longue maturation de cette épopée rustique, l'édition « ne variatur » n'arrivera qu'en 1940.
C'est à l'été 1932, que la famille Pourrat aménage dans sa nouvelle maison : L'Enclos au Vernet-la-Varenne (Puy-de-Dôme). Elle lui permet d'organiser sa vie d'écrivain, longues matinées consacrées à l'écriture et après-midi aux marches méditatives mais aussi occasion de collecter les contes, histoires et légendes auprès des vieux campagnards. Jusqu'à sa mort en 1959, il ne quittera l'Enclos que pour quelques visites à Paris.
Il se consacre à plusieurs ouvrages régionaux, paraissent L'Auvergne, d'abord les Limagnes, puis Au fort de l'Auvergne, Mont et merveilles, la cité perdue (Gergovie). L’œuvre majeure des années 30 reste Toucher terre. Il rassemble ses écrits sur la nature, la place de l'homme, l'artisanat et l'art.
Cette période se termine avec la parution en mars 1939 de Georges ou les journées d'avril. Récit étrangement prémonitoire d'une guerre proche portée au cœur de la France, dans lequel, l'écrivain va " montrer comment le problème du moral, c'est-à-dire du pouvoir que l'homme a à reprendre sur soi-même, pèsera de plus en plus sur les humains. Pour cela il fallait voir des êtres aux prises avec un sort très lourd, donc supposer une guerre, la lassitude, l'angoisse et comme l'approche d'une catastrophe".

### Seconde Guerre mondiale
Le 14 octobre 1940, le maréchal Pétain, chef de l'État français, vient sur l'invitation de Pourrat « à la rencontre du peuple travailleur » à Ambert, près de Vichy, en visite au moulin à papier (le moulin à papier de Richard-de-Bas le plus ancien du Livradois) et y passe commande d'une rame de papier filigrané à son emblème. C'est à cette occasion qu'Henri Pourrat publie « Le paysan français » et « Le chef français », livres dédiés au maréchal et à sa politique de « retour à la terre ». Décoré de l'ordre de la Francisque, il reste cependant vigilant face au national-socialisme comme le montre l'étude des manuscrits de L'Homme à la bêche.
Partisan de la Corporation paysanne mise en place par le gouvernement de Vichy, il s'éloigne par la suite de la révolution nationale car il n'apprécie pas, comme il le dira dans sa correspondance, la tournure politicienne prise par les évènements.
Ambert hésitera à honorer Pourrat. Seule une école du bourg porte son nom. Il paie sa tendresse pour le Maréchal durant les années sombres. Mais il ne fut jamais un collaborateur, assurent ceux qui le défendent. D'ailleurs, sous l'Occupation, il aide des juifs réfugiés en zone libre, il en accueillera chez lui et renseignera les maquisards des actions qui se préparent contre eux. Il est inhumé au cimetière d'Ambert.

### Modernité dans la tradition

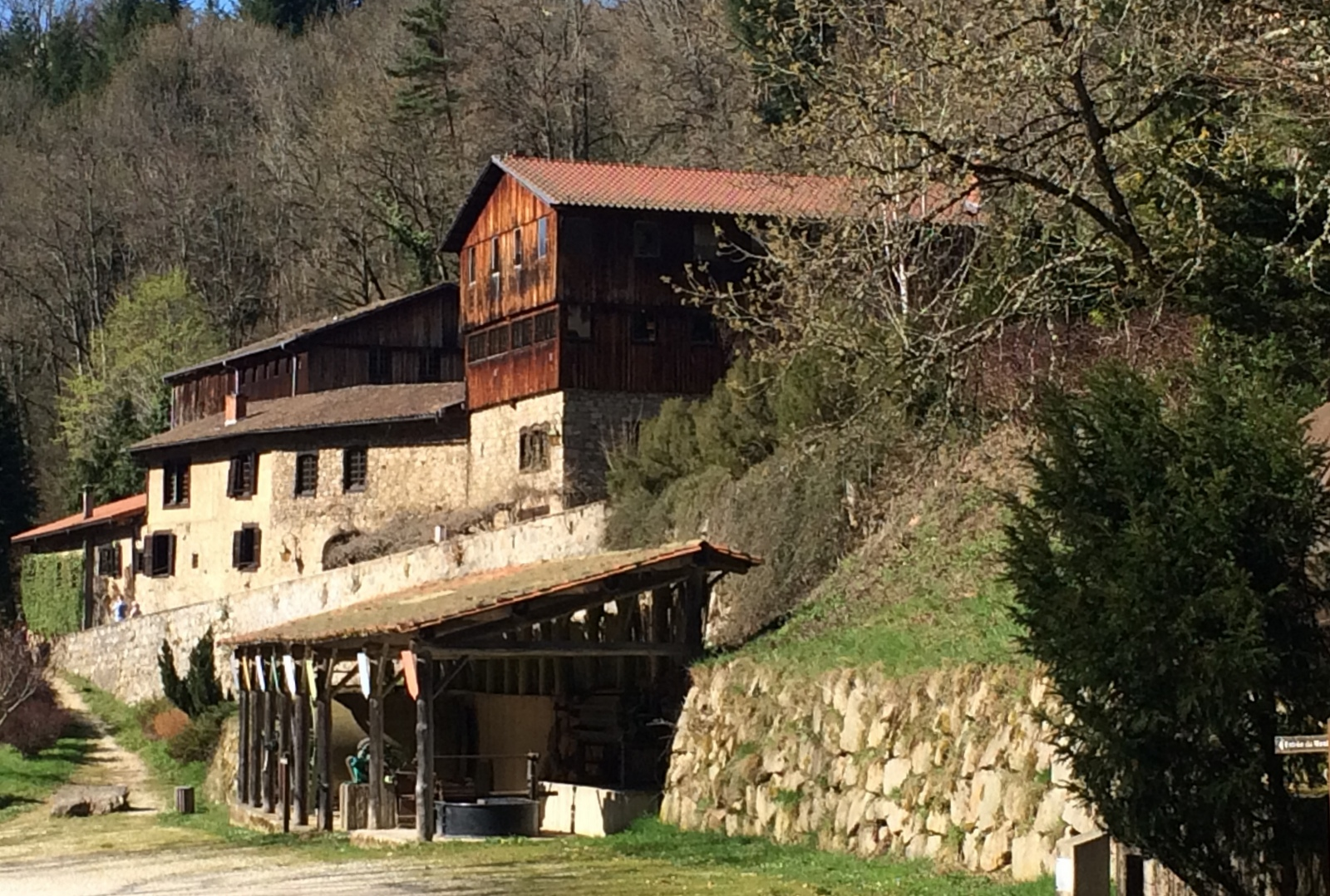
Le moulin à papier Richard de Bas.

Lorsque Marius Péraudeau, galeriste parisien, rachète le moulin à papier Richard de Bas pour y créer un musée du papier et tenter d'y fixer un village des arts graphiques, il s'engage dans le projet. Le musée est inauguré le 3 juillet 1943 en présence de Georges-Henri Rivière, directeur du musée national des arts et traditions populaires.
Henri Pourrat aida Marius Péraudeau à fonder l'association La Feuille blanche, dont le but est de faire renaître les traditions de l'industrie papetière de la région d'Ambert. Défenseur des paysans et de leurs traditions, Pourrat s'intéresse à l'industrie et au développement économique et social. Il avait écrit dès 1925 sur La Femme moderne et, en 1955, sur La Montagne de l'uranium. Il a rédigé quelque 400 chroniques littéraires sur les nouvelles parutions.
Ses textes reprennent fréquemment des termes et des tournures issues de la langue régionale, ici le parler auvergnat,,. Ils reprennent également des thèmes et des légendes que l'on trouve dans d'autres régions de la moitié sud de la France,. Certains occitanistes veulent y voir un « bilinguisme français-auvergnat ».

### Du terroir à l'universalité
Dès 1908, Henri Pourrat commence à collecter les contes auprès de bergers et de vieux paysans lors de ses longues marches en Livradois. La dernière décennie de sa vie est presque entièrement consacrée à ce qu'il considère comme son œuvre maîtresse, Le Trésor des contes. Il se servait pour cela de la littérature orale de l'Auvergne, qu'il avait recueillie pendant des décennies, d'abord suivant les conseils d'Arnold van Gennep puis davantage à sa propre manière : la collecte est suivie d'un travail de réécriture des textes souvent trop incomplets. A noter que la formule " il était une fois " est systématiquement remplacée par " il y avait une fois ".
Les plus de mille contes d'abord regroupés en treize volumes du Trésor des contes constituent le plus grand recueil de contes au monde. Collectés en Auvergne, ces contes ont une source commune à de nombreux pays sur tous les continents, l'inconscient collectif et une portée universelle.
L’œuvre de Pourrat a été traduite en anglais, allemand, espagnol, japonais, tchèque, slovaque et slovène. Des étudiants ont mené des travaux de niveau licence à thèse d'État au Canada, aux États-Unis, au Portugal, en Suisse, en Italie, en Belgique, en Irlande, au Japon, ou encore à Hawaï.

### Postérité
En 1974, ses enfants Claude Pourrat et Annette Lauras font don à la Ville de Clermont-Ferrand des archives de leur père : manuscrits, documentation, correspondances (plus de 20 000 lettres reçues). Ainsi a été créé le centre Henri-Pourrat, rattaché à la Bibliothèque municipale et interuniversitaire de Clermont-Ferrand. Le Centre, qui fait partie de l'UMR 6 563 du CNRS (correspondances des XIXe et XXe siècles), continue de s'enrichir. En 1975, s'y ajoute la majeure partie de la bibliothèque de l'écrivain. Des achats et des dons de manuscrits et d'éditions bibliophiliques complètent régulièrement ce fonds qui intéresse les contes, les arts et traditions populaires de l'Auvergne, ainsi que la littérature française de la première moitié du XXe siècle. Les inventaires en ont été informatisés et sont accessibles sur Internet. La correspondance et les manuscrits sont également signalés sur la base de données BN Opale plus.
Après sa mort en 1959, l’œuvre de Pourrat a continué à inspirer des sculpteurs comme l'Argentine Esther Barugel, Philippe Kaeppelin ou Jean-Philippe Roch, des peintres comme l'Espagnol Nicolás Rubió, les photographes Albert Monier, Nicole Prival, les cinéastes Claude Santelli et Jacques Santamaria, des universitaires, des historiens ou des chercheurs.
En 1965, Claude Santelli réalise le téléfilm Gaspard des montagnes en deux épisodes, avec Bernard Noël dans le rôle-titre.
En 1976, le ministre de l'Éducation René Haby inaugure, place du Livradois à Ambert, le monument de granit Gaspard des montagnes, érigé par Jean Chauchard à la mémoire d'Henri Pourrat.
En 1979, à l'occasion du 20e anniversaire de sa mort, FR3 Auvergne Radio a réalisé une série de dix émissions pour la collection « Histoire d'en parler », présentée par Christian Lassalas.
En 1987, la Poste émet un timbre et de nombreux documents philatéliques à la mémoire d'Henri Pourrat à l'occasion du centenaire de sa naissance. À la même époque, plusieurs médailles souvenir d'Henri Pourrat sont réalisées par Philippe Kaeppelin, Jean-Philippe Roch et Madame Drombeuf, publiées en argent et en bronze.
En 1993, Jacques Santamaria réalise le film Le Chasseur de la nuit, qui sera diffusé à plusieurs reprises sur les chaînes Antenne 2 et Arte.
En mai 2009, la Société des amis d'Henri Pourrat (SAHP) organise le cinquantenaire de sa mort. 2 cahiers Henri Pourrat numéros 24 et 25 rassemblent les actes de ces événements organisés au Collège de France à Paris, à l'Université Catholique de Lyon ainsi qu'à Clermont-Ferrand. Sous la présidence d'Annette Lauras, fille de l'écrivain, on note les conférences de Claude Dalet, Michel Zink, Bernadette Bricout et Marie-Hélène Lafon.
La Société des amis d'Henri Pourrat défend l’œuvre de l'écrivain et participe activement à la diffusion, à la découverte, à la connaissance et à l'étude de l’œuvre de l'écrivain. De 1982 à 2014, elle a publié 31 Cahiers Henri-Pourrat, éditant ou rééditant des inédits, des études universitaires, des conférences de colloques, des correspondances. Les Nouveaux Cahiers Henri-Pourrat ont pris le relais à compter de 2015.
De nombreuses localités de France ont donné le nom d'Henri Pourrat à des rues, boulevards, avenues, collèges ou lycées.

## Œuvre
L'œuvre de Pourrat est fort diverse : poèmes de jeunesse, théâtre, romans, biographie, essais historiques, philosophiques ou religieux, contes... La nuit a une place particulière dans les écrits d'Henri Pourrat.
Nombre de ses ouvrages furent illustrés par ses amis François Angeli (1890–1974), Gaston Barret, Albert Uriet, Henri Charlier, Philippe Kaeppelin, Albert Monier...

### Œuvre éditée
- Sur la colline ronde avec Jean L'Olagne, roman, (Imprimerie moderne, 1912 ; réédité sous le titre La Colline ronde par Gallimard, 1927);
- Les Montagnards, poème, Payot, 1919, prix Archon-Despérouses;
- Liberté, poème (Société littéraire de France, 1921);
- Les Vaillances, farces et aventures de Gaspard des montagnes (Albin Michel, 1922-1931, 4 volumes);
- Les Jardins sauvages, essai (Gallimard, 1923);
- La Combe délaissée (Pigeonnier, 1925);
- Le Mauvais Garçon, roman (Gallimard, 1925);
- Les Devins (Ducros et Colas, 1926);
- La Fontaine au bois dormant"" (Les Cahiers de Paris, 1926);
- Dans l'herbe des trois vallées, essai (Bloud et Gay, 1927, puis Albin Michel, 1943);
- Ceux d'Auvergne (Horizons de France, collection « Types et Coutumes », 1928, puis Albin Michel, 1939);
- La Ligne verte,essai (Gallimard, 1929);
- La Veillée de novembre (La Tortue, 1929, puis La Cigale, 1937);
- Le Meneur de loups (Pigeonnier, 1930);
- Le Bosquet pastoral (Gallimard, 1931);
- La Bataille du Puy-de-Dôme (Denoël et Steele, 1931);
- L'Auvergne, Les Limagnes, coll. « Les Beaux pays » (Arthaud, 1932);
- Les Sorciers du canton (Gallimard, 1933);
- Monts et Merveilles, roman (Albin Michel, 1934);
- Au fort de l'Auvergne, coll. « Les Beaux pays » (Arthaud, 1935);
- La Cité perdue (SPES, 1935);
- Contes de la bûcheronne (Mame, 1936, "Collection pour tous", illustrations d'Albert Uriet; Réédition Mame 1947 coll. "Trésors du Livre", illustrations William Bordigoni; Rééditon Alsatia 1960 coll. Signe de piste Junior, illustrations Pierre Joubert; Réédition Elor 2000 coll. "Pleins Feux", illustrations Pierre Joubert);
- Toucher terre (La Cigale, 1936);
- Le Secret des compagnons (Gallimard, 1937);
- La Porte du verger (La Cigale, 1938);
- « Géographie humaine de l'Auvergne » (avec Lucien Gachon), dans Visages de l'Auvergne (Horizons de France, Paris, 1938);
- Georges ou les Journées d'avril : roman (Gallimard, 1940);
- L'Homme à la bêche : histoire du paysan (Flammarion, 1940);
- Le Paysan français (Sorlot, 1940);
- Vent de mars (Gallimard, 1941), Prix Goncourt:
- Le Chef français (Marseille, Laffont, 1942); illustré de quinze gravures sur bois par Fred Macé "avec des photographies et documents inédits" - dont en fin de volume dix-huit clichés de la visite de Philippe Pétain à Ambert le 14/10/1940);
- Sully et sa grande passion (Flammarion, 1942);
- Le Blé de Noël (Le Sagittaire, 1943);
- La Maison-Dieu (L'Épervier, 1943, puis Albin Michel, 1944);
- Le Temps qu'il fait(Colbert, 1944);
- Sous le pommier : les proverbes de la terre ou le commencement de la sagesse (Albin Michel, 1945);
- Les Saints Patrons (Imagerie française, 1945);
- La Bienheureuse Passion (Albin Michel, 1946);
- Histoire fidèle de la bête en Gévaudan (bois gravés de Philippe Kaeppelin) (L’Épervier, 1946) 125 p.;
- Contes des montagnes (Maison Mame, 1946) [images d'Albert Uriet];
- Les Légendes d'Auvergne (1947);
- Le Chemin des chèvres, avec illustrations de Berthold Mahn), (Gallimard, 1947);
- Le Trésor des contes, tome I (Gallimard, 1948);
- L'École buissonnière (La Nouvelle Édition, 1949);
- Le Loup-Garou et sa bande (Attinger, 1949);
- Le Trésor des contes, tome II (Gallimard, 1949);
- Trois contes de la colère (Elzévir, 1949);
- Le Sage et son démon (Albin Michel, 1950);
- Le Chasseur de la nuit : roman (Albin Michel, 1951);
- L'Homme à la peau de loup (Attinger, 1951);
- Les Saints de France (Boivin, 1951);
- Le Trésor des contes, tome III (Gallimard, 1951);
- La Belle Mignonne : roman (Mame, 1951);
- Conté sous l'alisier (Fanlac, 1951);
- « L'Auvergne », dans Provinces de France (Odé, 1951);
- Batailles et Brigandages (1952);
- Les Contes du pré carré (Lanore, 1952);
- Le Trésor des contes, tome IV (Gallimard, 1953);
- Le Trésor des contes, tome V (Gallimard, 1954);
- L'Exorciste (Albin Michel, 1954);
- Europe et Paradis (Albin Michel, 1955);
- Le Trésor des contes, tome VI (Gallimard, 1955) ;
- « L'aventure de Roquefort » illustrations de Yves Brayer, (Société Anonyme des Caves et des Producteurs Réunis de Roquefort, 1955);
- Le Trésor des contes, tome VII (Gallimard, 1956);
- Contes du fraisier sauvage, illustrations de Romain Simon, (BIAS, 1956, coll. Pilote; Réédition, 1957 coll. Anémones);
- Le Trésor des contes, tome VIII (Gallimard, 1957) ;
- Chroniques d’Auvergne des âges perdus aux temps modernes (G. de Bussac, 1957);
- Chateaux en Auvergne, (Delmas et Cie, 1957);
- Le Trésor des contes, tome IX (Gallimard, 1958);
- Le Cabinet de chasse (Dynamo, 1958);
- Le Trésor des contes, tome X (Gallimard, 1959);
- Histoire des gens dans les montagnes du Centre (Albin Michel, 1959);
- Au pays des grands causses, (Chaix, 1959);
- Contes des grands bois (BIAS, 1960);
- Le Trésor des contes tome XI (Gallimard, 1961) ;
- Le Château des loups, illustrations de Paul Ordner (BIAS, 1961, coll. Jeunes années);
- Le Trésor des contes, tome XII (Gallimard, 1962) ;
- Le Trésor des contes, tome XIII (Gallimard, 1962) ;
- En Auvergne (rééd. en un volume des Limagnes et d'Au fort de l'Auvergne) (Arthaud, 1966) ;
- Almanach des saisons (Le Livre-Club du libraire, 1965):
- Contes du vieux-vieux temps (Gallimard, 1970);
- La Claire Fontaine (moulin Richard-de-Bas, 1970);
- Légendes du pays vert (Subervie, 1974);
- La Queue du diable (Gallimard, 1974);

### Correspondances
Pourrat a entretenu une correspondance considérable avec plus de 1 900 correspondants et près de 20 000 lettres reçues, et presque autant vers toute la France ainsi qu'une trentaine de pays sur tous les continents.
Une liste des correspondants a été réalisée en 2007 par la Société des Amis d'Henri Pourrat sous la direction de Suzanne Montagne à partir de la correspondance conservée à la bibliothèque du patrimoine de Clermont Auvergne Métropole. D'après cette liste, les principaux correspondants sont : Elisabeth et Mario Versepuy (1253 lettres), Claude Dravaine (898 lettres), Joseph Desaymard (859 lettres), Alexandre Vialatte (765 lettres), Lucien Gachon (708 lettres), Germaine et Jean Paulhan (666 lettres)...
De nombreuses correspondances ont été publiées ou sont en cours de préparation : Henri Bosco, Albert Boudon-Lashermes, Jan Čep, Joseph Desaymard, Léo-Paul Desrosiers, Lucien Gachon, Jean Giono, Francis Jammes, Philippe Kaeppelin, Valery Larbaud, Albert Monier, Jean Paulhan, Suzanne Renaud, Charles Silvestre, Bernard Zimmer.
Correspondance avec Joseph Desaymard (1908-1922):
- Claude Dalet (Texte établi et présenté par), Correspondance croisée d'octobre 1908 à 1912 (Lettres 1-322) : Centenaire des manifestations Emmanuel Chabrier (1912), Clermont-Ferrand, Société des Amis d'Henri Pourrat, coll. « Cahiers Henri Pourrat » (no 26), 2012, 426 p.
- Claude Dalet (Texte établi et présenté par), Correspondance croisée de 1913 à 1918 (Lettres 323-606) : La Grande Guerre, Clermont-Ferrand, Société des Amis d'Henri Pourrat, coll. « Cahiers Henri Pourrat » (no 27), 2013, 316 p.
- Claude Dalet (Texte établi et présenté par), Correspondance croisée de 1919 à 1922 (Lettres 607-820) : Premiers écrits, Premiers succès, Clermont-Ferrand, Société des Amis d'Henri Pourrat, coll. « Cahiers Henri Pourrat » (no 28), 2014, 380 p.

Correspondance avec Bernard Zimmer (1923-1959):
- Claude Dalet (Édition établie, présentée et annotée par), Correspondance 1923-1942, t. 1, Clermont-Ferrand, Bibliothèque Municipale et Interuniversitaire de Clermont-Ferrand - Centre Henri Pourrat, coll. « Cahiers Henri Pourrat » (no 22), 2007, 167 p.
- Claude Dalet (Édition établie, présentée et annotée par), Correspondance 1943-1959, t. 2, Clermont-Ferrand, Clermont Communauté Bibliothèque du Patrimoine - Centre Henri Pourrat, coll. « Cahiers Henri Pourrat » (no 23), 2008, 179 p.

Correspondance avec Charles Silvestre (1920-1946):
- Claude Dalet (Édition critique établie par) (préf. Claire Pourrat), Correspondance du 8 mai 1920 au 4 août 1925 : (Lettres 1-170), t. I, Clermont-Ferrand, Bibliothèque Municipale et Interuniversitaire de Clermont-Ferrand - Centre Henri Pourrat, coll. « Cahiers Henri Pourrat » (no 2), 1983, 271 p.
- Claude Dalet (Édition critique établie par), Correspondance du 6 août 1925 au 30 décembre 1946 : (Lettres 171-343), t. II, Clermont-Ferrand, Bibliothèque Municipale et Interuniversitaire de Clermont-Ferrand - Centre Henri Pourrat, coll. « Cahiers Henri Pourrat » (no 2), 1983, 271 p.

Correspondance avec Lucien Gachon (1921-1959):
- Claude Dalet (Édition établie par), Correspondance du 31 janvier 1921 au 25 décembre 1927, t. I, Clermont-Ferrand, Bibliothèque Municipale et Interuniversitaire de Clermont-Ferrand - Centre Henri Pourrat, coll. « Cahiers Henri Pourrat » (no 9), 1991, 326 p.
- Claude Dalet (Édition établie par), Correspondance du 18 janvier 1928 au 29 décembre 1933, t. II, Clermont-Ferrand, Bibliothèque Municipale et Interuniversitaire de Clermont-Ferrand - Centre Henri Pourrat, coll. « Cahiers Henri Pourrat » (no 11), 1993, 192 p.
- Claude Dalet (Édition établie par), Correspondance du 21 janvier 1934 au 15 décembre 1939, t. III, Clermont-Ferrand, Bibliothèque Municipale et Interuniversitaire de Clermont-Ferrand - Centre Henri Pourrat, coll. « Cahiers Henri Pourrat » (no 12), 1994, 199 p.
- Claude Dalet (Édition établie par), Correspondance du 1er janvier 1940 au 18 septembre 1942, t. IV, Clermont-Ferrand, Bibliothèque Municipale et Interuniversitaire de Clermont-Ferrand - Centre Henri Pourrat, coll. « Cahiers Henri Pourrat » (no 13), 1996, 191 p.
- Claude Dalet (Édition établie par), Correspondance du 23 septembre 1942 au 29 décembre 1946, t. V, Clermont-Ferrand, Bibliothèque Municipale et Interuniversitaire de Clermont-Ferrand - Centre Henri Pourrat, coll. « Cahiers Henri Pourrat » (no 14), 1997, 207 p.
- Claude Dalet (Édition établie par), Correspondance du 2 janvier 1947 au 29 décembre 1953, t. VI, Clermont-Ferrand, Bibliothèque Municipale et Interuniversitaire de Clermont-Ferrand - Centre Henri Pourrat, coll. « Cahiers Henri Pourrat » (no 15), 1998, 293 p.
- Claude Dalet (Édition établie par), Correspondance du 13 janvier 1954 au 10 juin 1959, t. VII, Clermont-Ferrand, Bibliothèque Municipale et Interuniversitaire de Clermont-Ferrand - Centre Henri Pourrat, coll. « Cahiers Henri Pourrat » (no 16), 1999, 271 p.

Correspondance avec Alexandre Vialatte (1916-1959) :
Une partie des lettres a été donnée par les héritiers d'Henri Pourrat en 1974, une autre partie par l'héritier d'Alexandre Vialatte en 1999.
- Dany Hadjadj (Textes réunis, présentés et annotés par), Lettres de collège (1916-1921), t. 1, Clermont-Ferrand, Presses universitaires Blaise Pascal, coll. « Écritures de l'Intime », 2001, 292 p.
- Dany Hadjadj, Catherine Milkovitch-Rioux et Alain Schaffner (Textes réunis, présentés et annotés par), Lettres de Rhénanie (février 1922-avril 1924), vol. I, t. 2, Clermont-Ferrand, Presses universitaires Blaise Pascal, coll. « Écritures de l'Intime », 2003, 420 p.
- Dany Hadjadj, Catherine Milkovitch-Rioux et Alain Schaffner (Textes réunis, présentés et annotés par), Lettres de Rhénanie (juin 1924-décembre 1927), vol. II, t. 3, Clermont-Ferrand, Presses universitaires Blaise Pascal, coll. « Écritures de l'Intime », 2004, 320 p.
- Isabelle Chol (Textes réunis, présentés et annotés par), Les grandes espérances (janvier 1928-octobre 1934), t. 4, Clermont-Ferrand, Presses universitaires Blaise Pascal, coll. « Écritures de l'Intime », 2006, 440 p.
- Sylviane Coyault (Textes réunis, présentés et annotés par) et Agnès Spiquel, De Paris à Héliopolis (mars 1935–juillet 1939), t. 5, Clermont-Ferrand, Presses universitaires Blaise Pascal, coll. « Écritures de l'Intime », 2008, 256 p. (ISBN 978-2-84516-381-2, lire en ligne)
- Dany Hadjadj (Textes réunis, présentés et annotés par), Les Temps noirs (août 1939-décembre 1942), vol. I, t. 6, Clermont-Ferrand, Presses universitaires Blaise Pascal, coll. « Écritures de l'Intime », 2011, 354 p. (ISBN 978-2-84516-552-6)
- Dany Hadjadj (Textes réunis, présentés et annotés par), Les Temps noirs (janvier 1943-décembre 1946), vol. II, t. 7, Clermont-Ferrand, Presses universitaires Blaise Pascal, coll. « Écritures de l'Intime », 2015, 442 p. (ISBN 978-2-84516-689-9)Ouvrage qui a reçu le Prix Sivet 2016 de l'Académie française.
- Agnès Spiquel (Textes réunis, présentés et annotés par) et Alain Schaffner, Vers Les Fruits du Congo ou le roman mirage (mars 1947-décembre 1951), t. 8, Clermont-Ferrand, Presses universitaires Blaise Pascal, coll. « Écritures de l'Intime », 2018, 442 p.
- Sylviane Coyault (Textes réunis, présentés et annotés par) et Agnès Spiquel, Le temps des chroniques (janvier 1952-mai 1959), t. 9, Clermont-Ferrand, Presses universitaires Blaise Pascal, coll. « Écritures de l'Intime », 2022, 324 p.

Correspondance avec Jean Paulhan (1920-1959):
- Jean Paulhan, choix de lettres. Paris, Gallimard, 1986-1996. 3 volumes.
- Claude Dalet (lettres choisies, établies et commentées par), Michel Lioure et Anne-Marie Lauras (avec la collaboration d'), Correspondance (1920-1959), Paris, Gallimard, coll. « Les Cahiers de la NRF », 2020, 816 p.

Autres correspondances:
- Correspondance Henri Pourrat - Valery Larbaud in : Cahiers des amis de Valery Larbaud no 1, Fonds Valery Larbaud, s.i., A.I., Vichy, 1967.
- Gilbert Guisan (Présenté et annoté par), Henri Pourrat - Gustave Roud : Sur la route des hauts jardins d'Ambert à Carrouge, Lausanne, Études de Lettres, 1979, 125 p.
- Claude Dalet (Édition établie, présentée et annotée par), « Édition annotée de la correspondance entre Henri Pourrat et Albert Monier », Cahiers Henri Pourrat, no 3,‎ 1985, p. 27-59
- Michel Lioure (Édition présentée par), Henri Pourrat - Paul Claudel : Correspondance, Clermont-Ferrand, Bibliothèque Municipale et Interuniversitaire de Clermont-Ferrand - Centre Henri Pourrat, coll. « Cahiers Henri Pourrat » (no 8), 1990, 95 p.
- Michel Lioure (Édition établie, présentée et annotée par), « Correspondance Henri Pourrat - C.F. Ramuz », Cahiers Henri Pourrat, no 19,‎ 2000, p. 33-118
- Correspondance Henri Pourrat - Albert Boudon-Lashermes de 1936 à 1959, Publication restreinte par l’association des Amis de Boudon-Lashermes, 1996.
- Annick Auzimour (Édition présentée et annotée par) et Annette Pourrat (préf. Annette Pourrat), Suzanne Renaud : Henri Pourrat : Correspondance (1947-1959), Grenoble, Romarin Les Amis de Suzanne Renaud et Bohuslav Reynek, 2001, 254 p.
- Christian Morzewski (Introduction par) et Claude Girault (Édition établie, présentée et annotée par), « Correspondance Henri Bosco-Henri Pourrat (1933-1958). De "l'obscure mémoire" au "Dieu souterrain" », Cahiers Henri Bosco, vol. 45/46,‎ septembre 2007
- Jacques Mény (Édition établie, présentée et annotée par), Jean Giono : Henri Pourrat : Correspondance (1929-1940), Manosque, Association des Amis de Jean Giono - Société des Amis d'Henri Pourrat, coll. « Revue Giono » (no Hors-série), 2009, 92 p.
- Jan Zatloukal (Édition établie, présentée et annotée par), Correspondance Henri Pourrat-Jan Čep (1932-1958) : Ce n'est qu'un mot pour l'amitié..., Clermont-Ferrand, Société des amis d'Henri Pourrat, coll. « Cahiers Henri Pourrat » (no 29), 2014, 316 p.
- Michel Lacroix (Présentation, établissement du texte et annotation de), Des « amitiés paysannes » à la NRF : Henri Pourrat, Michelle Le Normand et Leo-Paul Desrosiers Correspondance 1933-1959, Montréal, Éditions Nota bene, 2010, 385 p.

### Principales traductions
Sélection de contes traduits du Trésor des contes
- 1954 : A treasury of French tales, Boston, Houghton Mifflin Company, Cambridge, Massachusetts, The Riverside press. Trad. en anglais par Mary Mian.
- 1971 : Zakad Pravlijic, Francoske Pravljice, Liubljana, Mladinska Knjiga. Trad. en slovène par Mihaela Sariceva.
- 1984 : Un floquet de contes, Saint-Flour, Librairie Raffiac, Aurillac. Trad. en occitan par Pierre-Célestin Delrieu, majoral du Félibrige, préface de Jean Anglade.
- 1989 : French folktales, New-York, Pantheon Books. Trad. en Anglais (105 contes) par Royall Tyler.
- 1991, 2005 : Un second floquet de contes, Aurillac, éditions Ostal del Libre. Trad. en occitan par Pierre-Célestin Delrieu, préface de Jean Anglade.
- 1994 : Poklady Z Auvergne, Havlickuv Brod, Nakladatelstvi Hejkal. Trad. en tchèque par Jiří Reynek (en), postface de Jiri Reynek.
- 1995 : Traduction en japonais du Trésor de contes, tomes I, II, III, Tokyo, Ed. Seido-Sha. Trad. en japonais par Hiromi Hagino.
- 1997, 2006 : O Reravych ocich a Jine Pribehy, Veronika Reinkova. Trad. en tchèque par Jiri Reynek.
- 2020 : Henri Pourrat and Le Trésor des Contes, Charley's Forest, NSW, Blue-Tongue Books. Trad. en Anglais (81 contes) par Royall Tyler, avec une introduction à l'homme et à son œuvre.

Autres textes traduits
- 1932 : Kaspar Z'Hor, tome I et II (Gaspard des Montagnes I-II et III-IV), Praha, Melantrich A.S.. Trad. en tchèque par Jan Čep.
- 1933 (ca.) : Die Alten Papiermühlen in der Auvergne (Les Moulins à Papier). Trad. en allemand par Armin Renker (de).
- 1937 : V Trave tri udoli, Fragmenty z Knihy (Dans l'herbe des trois vallées), Praha, Olrich Menhart. Trad. en tchèque par Joseph Heyuk, préface de Jan Čep.
- 1971 : Viento de Marzo (Vent de Mars), in « Los premios Goncourt de novela », Barcelona, Plaza & Janes, s.i. Trad. en espagnol par [inconnu].
- 1956 : The Roquefort Adventure (L'aventure de Roquefort), Roquefort, Société anonyme des caves et des producteurs réunis de Roquefort, Paris. Trad. en anglais par Mary Mian.
- 2001 : Kaspar Z'Hor (Gaspard des Montagnes), Trad. en tchèque de Jiri Reynek.

## Sur Internet
- Collection numérique Henri Pourrat et la culture populaire en Auvergne consultable sur la bibliothèque numérique Overnia de la bibliothèque du patrimoine de Clermont-Ferrand.
- Extrait des archives littéraires d'Henri Pourrat sur l'exposition virtuelle L'Atelier de l'écrivain: les archives littéraires réalisée par la bibliothèque du patrimoine de Clermont-Ferrand.
- Les 23 volumes des Cahiers Henri Pourrat (no 1/1981 à no 23/2008) sont consultables en ligne sur Gallica[41].

## Adaptations à l'écran
- 1965 : Gaspard des montagnes. Réalisation : Jean-Pierre Decourt. Avec: Bernard Noël (Gaspard), Francine Bergé (Anne-Marie), Jean Topart (Robert), Claude Confortes, Michel Beaune, Jean Lescot, Lionel Vitrant, Eric Vasberg, Jacques Brecourt, André Cagnard, Guy Fox, Marcel Gallon. Scénario et adaptation : Claude Santelli et Maurice Barry. Musique : Georges Delerue. Feuilleton en noir et blanc en deux parties : « La nuit terrible » et « L'Enfant de l'ombre » diffusées le 30 décembre 1965 et le 2 janvier 1966 sur la première chaîne de l'ORTF. Rediffusées sur TF1 les 18 et 25 août 1986. Sortie de deux DVD aux Éditions Atlas coll. « Les plus grands feuilletons de la télévision française » en 2003 avec comme bonus : interview de Francine Bergé, galerie de photos, filmographie, biographie d'Henri Pourrat.
- 1993 :  Le Chasseur de la nuit. Réalisation : Jacques Renard. Avec : Stanislas Carré de Malberg, Cécile Bois, Annie Noël, François Chattot, Maryvonne Schiltz, Marie Desgranges, Véronique Silver, Jean-Claude Frissung, Victor Garrivier, Roch Leibovici, Madeleine Marie, Dominique Rousseau, Patrick Zimmermann, Yves Verhoeven, Alice Mullié, Jacques Santamaria, Catherine Hubeau, Michel Amphoux, Henri Forestier, Dominique Dauriat, Jean Faget. Scénario et adaptation : Jacques Santamaria. Téléfilm en couleurs, diffusé sur Antenne 2 en août 1996 et sur Arte le 9 septembre 1994 et le 8 novembre 1996.

#### Ouvrages généraux
- Michel Boy, Ambert et son passé : Nouvelles chroniques du Livradois, Éditions Volcans, 1974, 431 p.
- Jean Anglade, Les Grandes Heures de l'Auvergne, Paris, Librairie académique Perrin, 1977, 384 p.
- Christian Faure, « Paysans et artisans objets de musées, 1940-1944 », Bulletin du Centre d'histoire économique et sociale de la région lyonnaise, nos 2-3,‎ 1987, p. 77-98. Communication au colloque sur l'environnement matériel paysan tenu à l'Université Lyon 2 en mai 1987.
- Christian Faure (préf. Pascal Ory), Le Projet culturel de Vichy : Folklore et révolution Nationale 1940-1944, Paris, Presses universitaires de Lyon-Éditions du CNRS, 1989, 336 p..
- Anne-Marie Thiesse, Écrire la France : Le mouvement littéraire régionaliste de langue française entre la Belle Époque et la Libération, Presses universitaires de France, coll. « Ethnologies », 1991, 314 p. Notamment les deuxième et troisième parties: « Le régionalisme triomphant » et « La terre patrie ».
- Christian Faure, « Paysan, avec un grand P comme Pourrat », L'Art en guerre : France 1938-1947, Musée d'Art Moderne de la Ville de Paris - Paris Musées,‎ 2012, p. 404. Catalogue collectif sous la direction de Laurence Bertrand Dorléac, Jacqueline Munck, Julian Jackson de l'exposition « L'Art en guerre : France 1938-1947 » au Musée d'Art moderne de la ville de Paris tenue du 12 octobre 2012 au 17 février 2013.
- Annette Pourrat, L'Auvergne d'Henri Pourrat vue par Jean-Gabriel Séruzier, Paris, De Borée, 1994, 159 p.
- Pierre-Claude Reynard, Histoires de papier : la papeterie auvergnate et ses historiens, Presses universitaires Blaise Pascal, 2001, 410 p. (ISBN 978-2-84516178-8, OCLC 422147617, lire en ligne)Livre tiré de sa thèse sur la papeterie d’Ambert en Auvergne, appuyé sur une connaissance des archives et de l’historiographie de la région ambertoise.
- Michel Boy et Jean-Louis Boithias, Moulins, papiers et papeterie d'Auvergne, Champetières, Éditions des Monts d'Auvergne, 2014, 607 p. (ISBN 978-2-36654-019-2) Près de 900 illustrations. Descriptions détaillées prenant en compte la diversité du savoir-faire des papetiers livradois, un métier à mi-chemin entre agriculture et industrie.

#### Biographies
- René Belin, Le jeune Henri Pourrat et le vieil Ambert, 1964, 59 p.Ouvrage dactylographié.
- Willy Bal, Henri Pourrat essayiste, Anvers, De Nederlandsche Boekhandel, 1954, 140 p. La bibliographie d'Henri Pourrat ci-dessus, est issue en partie et jusqu'à 1951, du livre de Willy Bal. Pour l'essentiel, le reste de la bibliographie est extraite des travaux des Amis d'Henri Pourrat et du centre Henri-Pourrat.
- Pierre Pupier, Henri Pourrat et la grande question, Paris, Sang de la Terre, coll. « Biographie », 1999, 322 p. L'auteur évoque la vie de Pourrat en cherchant à travers son œuvre sa cohérence. Le biographe n'en reste pas moins au royaume des contes ni au sens profond de la terre et montre que, de livre en livre, émerge la « grande question » celle posée par les jours et les saisons dans la parole vague des choses, puis des humains, et enfin du bonheur comme du mal. À quoi va le monde ? Et la peine des hommes ? Quel est le sens de tout cela ?. Telle est la triple interrogation qui se dégage en filigrane.

#### Études de l'œuvre
- Sylvia Mittler, Les Débuts littéraires d'Henri Pourrat (1906-1914), thèse pour le doctorat de IIIe cycle présentée et soutenue à l'Université de Strasbourg, Faculté des Lettres et Sciences humaines, 1971, 280 p.Thèse dactylographiée non publiée.
- Le monde de Gaspard des montagnes et l’œuvre d'Henri Pourrat, Clermont-Ferrand, Bibliothèque municipale et universitaire, 1972, 143 p.Catalogue de l'exposition tenue au Centre Loisirs et Rencontres de Clermont-Ferrand du 3 mars au 16 avril 1972 sur Gaspard des montagnes.
- Roger Gardes, Un écrivain au travail Henri Pourrat : Genèse de Gaspard des Montagnes, Faculté des Lettres et Sciences humaines de l'Université de Clermont-Ferrand II, 1980, 264 p.
- Henri Pourrat dans la terre d'Auvergne, Centenaire Henri Pourrat, Annales du Centre Régional de Documentation Pédagogique de Clermont-Ferrand, coll. « Documents régionaux », 1987 Actes de la journée d'études tenue à Ambert le 16 mai 1987 par la société savante Cercle Terre d'Auvergne.
- Henri Pourrat sa vie et son œuvre, Centenaire Henri Pourrat, Annales du Centre Régional de Documentation Pédagogique de Clermont-Ferrand, coll. « Documents régionaux », 1987, 299 p.Livret d'accompagnement de Roger Gardes de l'exposition réalisée par le Centre Régional de Documentation Pédagogique de Clermont-Ferrand à l'occasion du centenaire Henri Pourrat en juillet 1987.
- Témoins et lecteurs d'Henri Pourrat : actes de la Journée universitaire Henri Pourrat, Maison des Congrès de Clermont-Ferrand, 1er décembre 1979. Bibliothèque municipale et interuniversitaire de Clermont-Ferrand - Centre Henri Pourrat, collection Cahiers Henri Pourrat 1981.
- Bernadette Bricout (éd.établie par), Contes et récits du Livradois : Textes recueillis par Henri Pourrat, Paris, Maisonneuve et Larose, 1989, 467 p.Bernadette Bricout étudie notamment les documents de collecte figurant dans les archives d'Henri Pourrat. Issu en partie de sa thèse soutenue en 1987 à l'Université Paris-IV: « Le peuple et la culture populaire dans le Trésor des contes d'Henri Pourrat » (non publiée).
- Bernadette Bricout (préf. Marc Soriano), Le Savoir et la Saveur : Henri Pourrat et Le Trésor des contes, Paris, Gallimard, coll. « Bibliothèque des Idées », 1992, 444 p..
- Marie-Joëlle Dudognon, Genèse et étude critique du roman Le chasseur de la nuit : de Claude Dravaine à Henri Pourrat, Clermont-Ferrand, Université Blaise Pascal, 1992, 190 p. (OCLC 1163866796)[Thèse de doctorat sous la direction de M. Paul Viallaneix]
- Marie-Hélène Lafon-Viellard (Thèse de doctorat sous la direction de Bernadette Bricout), Du conte au roman dans l'oeuvre d'Henri Pourrat, Université Paris 7, 1993, 704 p.
- Claire Pourrat et Annette Lauras, Les travaux et les jours d´Henri Pourrat, Paris, Dominique Martin Morin Éditions, 2000, 216 p. (ISBN 978-2-85652-213-4)Instrument de travail permettant d'affiner chronologie et bibliographie d'Henri Pourrat au jour le jour.
- (en) Jack Zipes, The Brothers Grimm : From Enchanted Forests to the Modern World, New York, Palgrave Macmillan, 2002, 331 p..

#### Articles
- Léon Gerbe, « L'œuvre rustique et d'amour d'Henri Pourrat », Almanach de Brioude, Brioude,‎ 1932
- Sylvia Mittler, « Le jeune Henri Pourrat: de Barrès et Bergson à l'âme rustique », Travaux de Linguistique et de Littérature, vol. XV, no 2,‎ 1977, p. 193-215
- Bernadette Bricout, « Henri Pourrat et Arnold Van Gennep, histoire d'une querelle », Cahiers Henri Pourrat, no 1,‎ 1981La correspondance de Pourrat et Van Gennep examinée sous l'angle des rapports entre régionalisme et ethnographie.
- Dany Hadjadj-Pailler, « Dis moi comment tu te nommes, je te dirai qui tu es... ou Comment Henri Pourrat choisit le nom des personnages de ses contes », Le Gonfanon, vol. 24,‎ 1987, p. 8-20. Brève étude d'onomastique littéraire sur les personnages du Trésor des Contes.
- Jean-Claude Forêt, « La missanta e la genta, Henri Pourrat conteur entre deux langues », Contes e cants. Les recueils de littérature orale en pays d’oc, XIXe et XXe siècles, Montpellier, Presses universitaires de la Méditerranée (Université Paul-Valéry), 2004, p. 79-102 [lire en ligne]
- Jacques Chocheyras, « Les farces dans Gaspard des Montagnes d’Henri Pourrat », Recherches & Travaux, no 67,‎ 2005 (lire en ligne)
- Jean-Michel Adam, « Le dialogue intertextuel du Trésor des Contes d’Henri Pourrat avec les Grimm et Perrault », Féeries, no 9,‎ 2012 (lire en ligne)
- Pierre Cornu, « L’Auvergne dans la Grande Guerre. Les Montagnards d’Henri Pourrat et la rhétorique de la dette », Siècles, nos 39-40,‎ 2014 (lire en ligne)
- Bochra Charnay, « Henri Pourrat :vers la littérature populaire. La genèse du Trésor : polyphonie et réécriture », Roman 20-50, no 61,‎ 2016, p. 119-130 (lire en ligne)

#### Entretiens
- Frédéric Lefèvre, Une heure avec..., Paris, NRF-Gallimard, coll. « Les documents bleus / no 25 », 1925, 285 p.Frédéric Lefèvre, rédacteur en chef des Nouvelles littéraires publia quatre séries d'entretiens avec des écrivains contemporains. Son entretien avec Henri Pourrat initialement publié dans les Nouvelles littéraires du 11 juillet 1925 prend place dans la troisième série à côté de ceux entre autres de Pierre Benoit, Paul Claudel, Henri Barbusse, Victor Bérard etc [42]. Réédité aux Éditions Siloë en 1997, t. 2, avec les entretiens de Alain, Bernanos, Claudel, Colette, Delteil, Drieu La Rochelle, Max Jacob, Gaston Leroux et C.F. Ramuz.

#### Documentaires
- Une journée dans la vie d'Henri Pourrat , un film de Jacques Mény, 2011 (35 min), dans le DVD intitulé Henri Pourrat, de la terre à la Terre Nombreuses interventions de sa fille Annette Lauras-Pourrat en voix hors champ. De rares archives filmée et sonore, notamment la visite de Pourrat au moulin à papier Richard de Bas vers la fin de sa vie.